# Episodi di Little Murders by Agatha Christie (terza stagione)
La terza e ultima stagione della serie televisiva francese Little Murders by Agatha Christie è stata trasmessa in Francia da France 2 dal 29 gennaio 2021 all'8 marzo 2024.
In Italia è inedita.
Il primo e il terzo episodio sono adattamenti dei romanzi, come nelle precedenti stagioni. Altri episodi sono storie originali pur restando nello "spirito di Agatha Christie". La produzione ritenne che i libri rimanenti sarebbero stati "troppo difficili da adattare", o in alcuni casi a causa di problemi di diritti per la trasposizione. 
| nº | Titolo originale                   | Titolo italiano | Romanzo                           | Prima TV                                             | Prima TV Italia |
| -- | ---------------------------------- | --------------- | --------------------------------- | ---------------------------------------------------- | --------------- |
| 1  | La Nuit qui ne finit pas           |                 | Nella mia fine è il mio principio | 26 gennaio 2021 (Svizzera) 29 gennaio 2021 (Francia) |                 |
| 2  | La Chambre noire                   |                 | Storia originale                  | 2 febbraio 2021 (Svizzera) 5 febbraio 2021 (Francia) |                 |
| 3  | Le Vallon                          |                 | Poirot e la salma                 | 10 dicembre 2021 (Francia)                           |                 |
| 4  | Mourir sur scène                   |                 | Storia originale                  | 17 dicembre 2021 (Francia)                           |                 |
| 5  | Quand les souris dansent           |                 | Storia originale                  | 21 febbraio 2022 (Germania) 29 aprile 2022 (Francia) |                 |
| 6  | Jusqu'à ce que la mort nous sépare |                 | Storia originale                  | 7 marzo 2022 (Germania) 5 maggio 2023 (Francia)      |                 |
| 7  | Meurtres du 3ème type              |                 | Storia originale                  | 13 agosto 2022 (Svizzera) 12 maggio 2023 (Francia)   |                 |
| 8  | En un claquement de doigt          |                 | Storia originale                  | 20 agosto 2022 (Svizzera) 13 ottobre 2023 (Francia)  |                 |
| 9  | Mortel Karma                       |                 | Storia originale                  | 13 marzo 2023 (Germania) 23 febbraio 2024 (Francia)  |                 |
| 10 | Meurtres au Pensionnat             |                 | Storia originale                  | 20 marzo 2023 (Germania) 8 marzo 2024 (Francia)      |                 |